# Капралов, Евгений Зотикович
Евгений Зотикович Капралов (16 января 1868, Ставрополь — 6 декабря 1933, Киев) — протоиерей Русской православной церкви, член Поместного Собора 1917 года, богослов и публицист.

## Биография
Родился 16 января 1868 года[по какому календарю?] в Ставрополе, в семье губернского писаря.
После окончания Ставропольской духовной семинарии в 1888—1889 годах был псаломщиком в Казанском храме станицы Суворовская Баталпашинского уезда Кубанской области. Затем учился в Киевской духовной академии, которую в 1893 году окончил со степенью кандидата богословия.
Был обвенчан с Екатериной Щегловой; их дети: Анатолий и Зоя. Рукоположен в иерея и назначен законоучителем в образцовых школах при Ставропольской духовной семинарии и епархиальном женском училище (1893); затем — ставропольский епархиальный миссионер (1894), законоучитель и классный наставник в Ставропольской мужской гимназии; был членом правления Ставропольской духовной семинарии и Ставропольского отделения епархиального училищного совета (1895). Награждён набедренником (1896), скуфьёй (1898), камилавкой (1902), золотым наперсным крестом (1907). В 1900—1903 годах состоял членом хозяйственного комитета Ставропольской мужской гимназии.
С 1903 года — в Киеве: настоятель храма мученицы царицы Александры и законоучитель в Киевском институте благородных девиц (1903—1909), мужской гимназии В. П. Науменко (1905—1913), женской гимназии А. В. Жикулиной (1905—1916). Был законоучителем в Киевском военном училище (1909—1917) и настоятелем Свято-Покровского храма при училище (1912). Также он был преподавателем учения о христианской нравственности во Фрёбелевском педагогическом институте (1910—1912). Магистр богословия, преподаватель богословия на Высших женских курсах (1911); с 1913 года — протоиерей.
Член Киевского религиозно-философского общества, редактор журналов «Руководство для сельских пастырей» и «Церковно-общественная мысль», законоучитель в Киевском Алексеевском инженерном училище, настоятель Иоанно-Златоустовского (Железного) храма, председатель исполнительного комитета духовенства и мирян Киева, член исполнительного комитета Киевского епархиального съезда и епархиального совета (1917).
Был награждён орденами Святой Анны 3-й (1910) и 2-й (1915) степени, Святого Владимира 4-й степени (1916).
В 1917—1918 годах — член Поместного Собора Православной Российской Церкви по избранию как клирик от Киевской епархии, участвовал во всех трёх сессиях, заместитель председателя XV и член II, V, XII, XIII, XX отделов.
В 1917 году член Временной Всеукраинской православной церковной рады, товарищ председателя Всеукраинского Православного Церковного Собора на 1-й сессии.
В 1918 году член совета Братства Иисуса Сладчайшего, председатель Законоучительной комиссии Учёного комитета при Министерстве исповеданий Украинской державы. С 1919 года священник в киевском Свято-Покровском женском монастыре.
С 1922 года член «Прогрессивной группы украинского духовенства и мирян». С 1923 года сотрудник особой Митрополичьей канцелярии по делам Киевской епархии. С 1924 года член Киевского епархиального управления. Вместе с епископом Сергием (Куминским) беседовал с патриархом Тихоном по вопросу о ставропигии Киево-Печерской лавры.
Был настоятелем Вознесенского храма на Львовской улице в Киеве.
Умер 6 декабря 1933 года в Киеве. Похоронен на Лукьяновском кладбище.

## Сочинения
- Критический разбор рационалистических мнений, утверждающих будто библейский монотеизм образовался постепенно из политеизма, первоначально свойственного, будто бы, еврейскому народу // ИР НБУВ. Ф. 304. Д. 1298.
- Изъяснения мест Свящ. Писания, неправильно толкуемых сектантами // Ставропольские епархиальные ведомости. 1894—1895.
- Слово к воспитанникам в годовщину основания гимназии; Слово в день рождения Государыни Императрицы Александры Феодоровны // Ставропольские епархиальные ведомости. 1896. С. 561, 1287.
- Должен ли христианин праздновать субботу? (Против адвентистов). Ставрополь, 1896.
- О праздновании воскресного дня. Ставрополь, 1897.
- Слово в день Усекновения главы св. Иоанна Крестителя // Ставропольские епархиальные ведомости. 1897. С. 767.
- Пророчество Исаии об Еммануиле; Проповедь Иоанна Крестителя; Напутственное слово воспитанникам, окончившим курс гимназии; Краткий исторический очерк возникновения шалопутства на Северном Кавказе // Ставропольские епархиальные ведомости. 1900. С. 773, 900, 957; № 21, 23-24; 1901. С. 877.
- Из дневника священника // Руководство для сельских пастырей. 1902. № 18, 26; 1903. № 11, 28, 51.
- Сектантское учение о состоянии мертвых // Миссионерское обозрение. 1903. № 3.
- Праздник жизни. К., 1904.
- О православном духовенстве // 1904. № 46.
- Книжный голод; На распутье // Руководство для сельских пастырей. 1904. № 10, 40.
- Современная драма совести; Веротерпимость и наши нужды; О составе Церковного Собора; Духовенство в современной беллетристике // Руководство для сельских пастырей. 1905. № 15-17, 19, 25-27, 33; 1906. № 2-4.
- Церковь небесная // Труды Киевской духовной академии. 1905. № 1.
- [Рецензия]. Константин Аггеев, свящ. Христова вера. Ч. 1. СПб., 1906 // Труды Киевской духовной академии. 1906. № 10.
- Hora novissima — vigilemus. К., 1906.
- Благовещение Пресвятой Богородицы. СПб., 1907.
- Новогодние думы // Руководство для сельских пастырей. 1907. № 1.
- Религиозно-нравственное учение пророков Амоса и Осии. К., 1911.
- К вопросу о выработке христианского мировоззрения в средней школе. СПб., 1912.
- Лекции по богословию. К., 1914.
- Легенда о «Великом инквизиторе» Ф. М. Достоевского и ее религиозно-исторический смысл. К., 1915.
- Не сдавайся в плен // Кормчий. 1916. № 29.
- На законоучительские темы; Ближе друг к другу; Вопросы вечности и положительная наука // Христианская мысль. 1916. № 9; 1917. № 2-6, 9.
- Держи присягу до смерти; Не сдавайся в плен // Духовная беседа. 1916. № 9.
- Голос законоучителя; Первый шаг; Пора за дело // Всероссийский церковно-общественный вестник. 1917. 9, 19 мая, 25 июля.
- Наше горе; На день Преображения Господня; Религия есть частное дело отдельного лица; Принцип соборности и живая жизнь; Религия в школе; Праздничная дума на Введение во храм Пресвятой Богородицы; Авторитет канонов и их изменяемость; Пастырская бессловесность и организация учительства; Новогодняя дума; Слава Богу, мир и благоволение // Церковно-общественная мысль. 1917. № 1-4, 6-8, 10-12.
- Новый год; Свобода от Бога; Искушение веры; Надо исправлять ошибку // Церковно-общественная мысль. 1918. 1/2, 9-14, 17-20.